# She's All I Ever Had
She's All I Ever Had è un singolo del cantante portoricano Ricky Martin, pubblicato il 15 giugno 1999 come secondo estratto dal quinto album in studio Ricky Martin. La canzone è stata scritta da Jon Secada, Robi Rosa e George Noriega e prodotta da Secada, Noriega e Walter Afanasieff.
Il singolo contiene anche un'altra traccia dal titolo Bella, ovvero la versione in spagnolo di She's All I Ever Had.

## Video musicale
Il video, diretto da Nigel Dick e girato a Los Angeles nel giugno 1999, vede la partecipazione dell'attrice Charlotte Ayanna.

## Tracce
CD Maxi (Europa)
1. She's All I Ever Had (Radio Edit) – 4:12
2. She's All I Ever Had (Pablo Flores Radio Edit) – 4:22
3. Bella (She's All I Ever Had) (Pablo Flores Club Mix) – 10:14
4. She's All I Ever Had (Pablo Flores Club Dub) – 7:00

CD Maxi (Australia)
1. She's All I Ever Had (English Radio Edit) – 4:12
2. She's All I Ever Had (Pablo Flores Radio Edit - English) – 4:22
3. She's All I Ever Had (Pablo Flores Club Mix - English) – 10:14
4. Bella (She's All I Ever Had) (Pablo Flores Club Dub) – 7:00
5. Livin' la vida loca (Trackmasters Remix) – 3:46

CD Singolo - Remixes (Messico)
1. Bella (She's All I Ever Had) – 4:55
2. She's All I Ever Had – 4:55
3. She's All I Ever Had (Club Mix English) – 10:14
4. Bella (Club Mix Spanish) – 10:14
5. Bella (Club Mix Spanglish) – 10:14
6. She's All I Ever Had (Radio Edit English) – 4:22
7. Bella (Radio Edit Spanish) – 4:22
8. Bella (Radio Edit Spanglish) – 4:22
9. She's All I Ever Had (Club Dub English) – 7:00
10. Bella (Club Dub Spanish) – 7:00

## Classifiche

### Classifiche settimanali
| Classifica (1999) | Posizione massima |
| ----------------- | ----------------- |
| Australia         | 28                |
| Belgio (Fiandre)  | 32                |
| Belgio (Vallonia) | 30                |
| Finlandia         | 10                |
| Germania          | 18                |
| Italia            | 10                |
| Nuova Zelanda     | 8                 |
| Paesi Bassi       | 19                |
| Stati Uniti       | 2                 |
| Svezia            | 21                |
| Svizzera          | 34                |

### Classifiche di fine anno
| Classifica (1999) | Posizione |
| ----------------- | --------- |
| Australia         | 87        |
| Nuova Zelanda     | 19        |